# Liosceles
Genre
Liosceles est un genre monotypique de passereaux de la famille des Rhinocryptidés. Il se trouve à l'état naturel en Amérique du Sud.

## Liste des espèces
Selon la classification de référence du Congrès ornithologique international (version 6.4, 2016) :
- Liosceles thoracicus — Lioscèle thoracique, Tourco ceinturé (Sclater, PL, 1865)
  - Liosceles thoracicus dugandi (Meyer de Schauensee, 1950)
  - Liosceles thoracicus erithacus (Sclater, PL, 1890)
  - Liosceles thoracicus thoracicus (Sclater, PL, 1865)